# Mario Lannoye
Mario Lannoye (* 21. Juni 1965) ist ein belgischer Poolbillard- und Snookerspieler. Er wurde 1992 Vizeeuropameister im Poolbillard.

## Karriere
1984 wurde Mario Lannoye durch einen 5:0-Finalsieg gegen George Dennef erstmals belgischer Meister im Snooker. Ein Jahr später gelang es ihm den Titel im Finale gegen Peter De Waele zu verteidigen.
Nachdem er 1986 im Finale gegen Yvan Van Velthoven mit 6:7 verloren hatte, wurde er von 1987 bis 1989 als bislang einziger Spieler dreimal in Folge belgischer Meister. 1988 gewann er zusätzlich zusammen mit Steve Lemmens die belgische Snooker-Meisterschaft im Doppel. Bei der Amateur-Weltmeisterschaft 1987 gelang es ihm zum einzigen Mal, in die Finalrunde einzuziehen, in der er dem Thailänder James Wattana im Achtelfinale mit 3:5 unterlag.
1990 unterlag er Steve Lemmens im Finale der belgischen Meisterschaft, ein Jahr später besiegte er Peter Blomme im Finale und wurde somit zum sechsten Mal belgischer Meister. Er ist damit gemeinsam mit Björn Haneveer belgischer Rekordmeister.
1992 erreichte Lannoye seine größten Erfolge im Poolbillard; bei der Europameisterschaft gelang ihm im 9-Ball der Einzug ins Finale, das er jedoch gegen den Österreicher Werner Duregger verlor, und auf der Euro-Tour erreichte er das Finale der Dutch Open, unterlag aber dem Deutschen Thomas Engert.
Bei der 9-Ball-Weltmeisterschaft 2000 erreichte Lannoye die Runde der letzten 64, schied dort aber gegen Earl Strickland mit 3:9 aus.
Bei der EM 2004 kam Lannoye im 8-Ball auf den 33. Platz. Im Januar 2006 wurde er im Finale gegen Mika Immonen Zweiter beim Open Weert 7-Ball Event.
Lannoye spielt derzeit in Middelkerke beim Billardverein The Gallery.